# 유엔 근무 중 입은 손해배상에 관한 사건
유엔 근무 중 입은 손해 배상에 관한 사건(Reparation for Injuries Suffered in the Service of the United Nations)은 1949년 4월 11일에 결정된 국제사법재판소(ICJ)의 권고적 의견(Advisory Opinion)이다.
1948년 팔레스타인 전쟁 때 유엔 조정관 베르나도트(Bernadotte) 백작 등이 현지에서 공무수행중 살해된데 대한 손해배상청구권을 가해국에 대하여 유엔이 행사할 수 있는가를 심리한 사건이다.
국제 사법 재판소는 "유엔이 광범위한 국제 법인격을 가지고 국제적 차원에서 행동할 능력을 전제로 하지 않으면 설명할 수 없는 임무를 가지고 있으므로, 만일 유엔이 국제 법인격을 결하였다면 그 설립자의 의사에 따를 수 없을 것이라 하여 유엔은 국제 법인"이라고 판결하였다.
"국제법상 유엔은 헌장에 명문규정이 없더라도 그 임무 수행상 불가결하다면 필요한 추론으로 헌장에 의하여 부여된 권능을 갖는 것으로 간주되어야 한다."